# Гиссарская крепость
Гиссарская крепость (тадж. Қалъаи Ҳисор) — историко-культурный памятник в Гиссарском районе Таджикистана. Гиссарская крепость является частью историко-культурного заповедника Гиссар. Слово «хисар» (араб. حصار‎) от арабского и слово «кала» (тадж. қалъа) с таджикского означают «крепость». Эта крепость расположена в 30 километрах к юго-западу от Душанбе, является остатком государства Шумон, который в XV—XVII веках нашей эры назывался «Хисори Шодмон», то есть крепость Шодмона. Название было сокращено и стало называться «Хисор». Гиссарская крепость является памятником Пешдадской эпохи, вершина замка состоит из трех частей. Верхняя его часть — это резиденция губернаторов, вторая часть, то есть нижняя, — это верблюжий дом, а основная часть — военные казармы. Окрестности Гиссарской крепости окружены высокой оборонительной стеной, высота которой составляет 3,5 метра над уровнем вершины крепости, а ширина стены составляет 10 метров. Войти в Гиссарскую крепость можно было только через ворота.

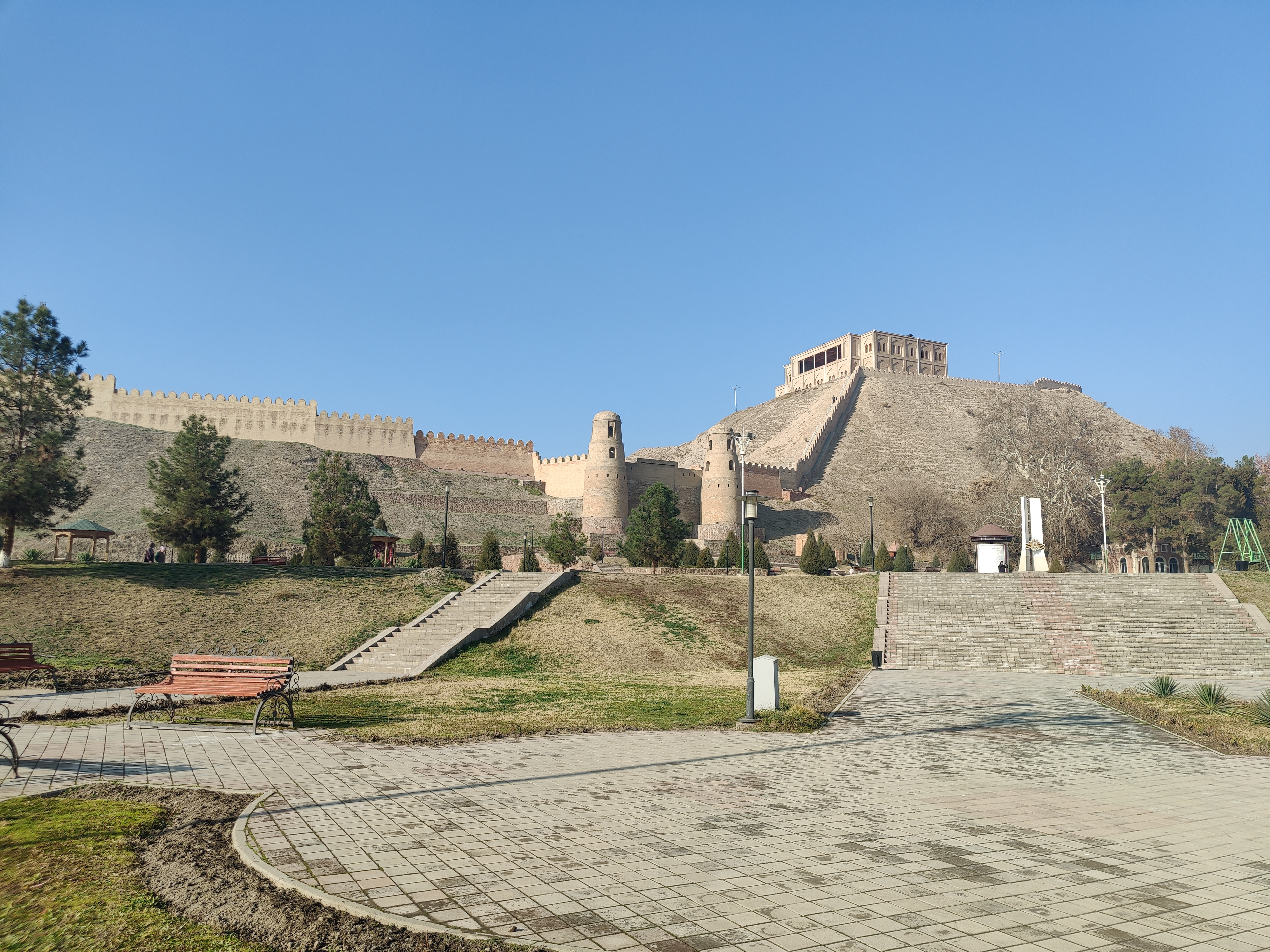
Общий вид, ворота крепости
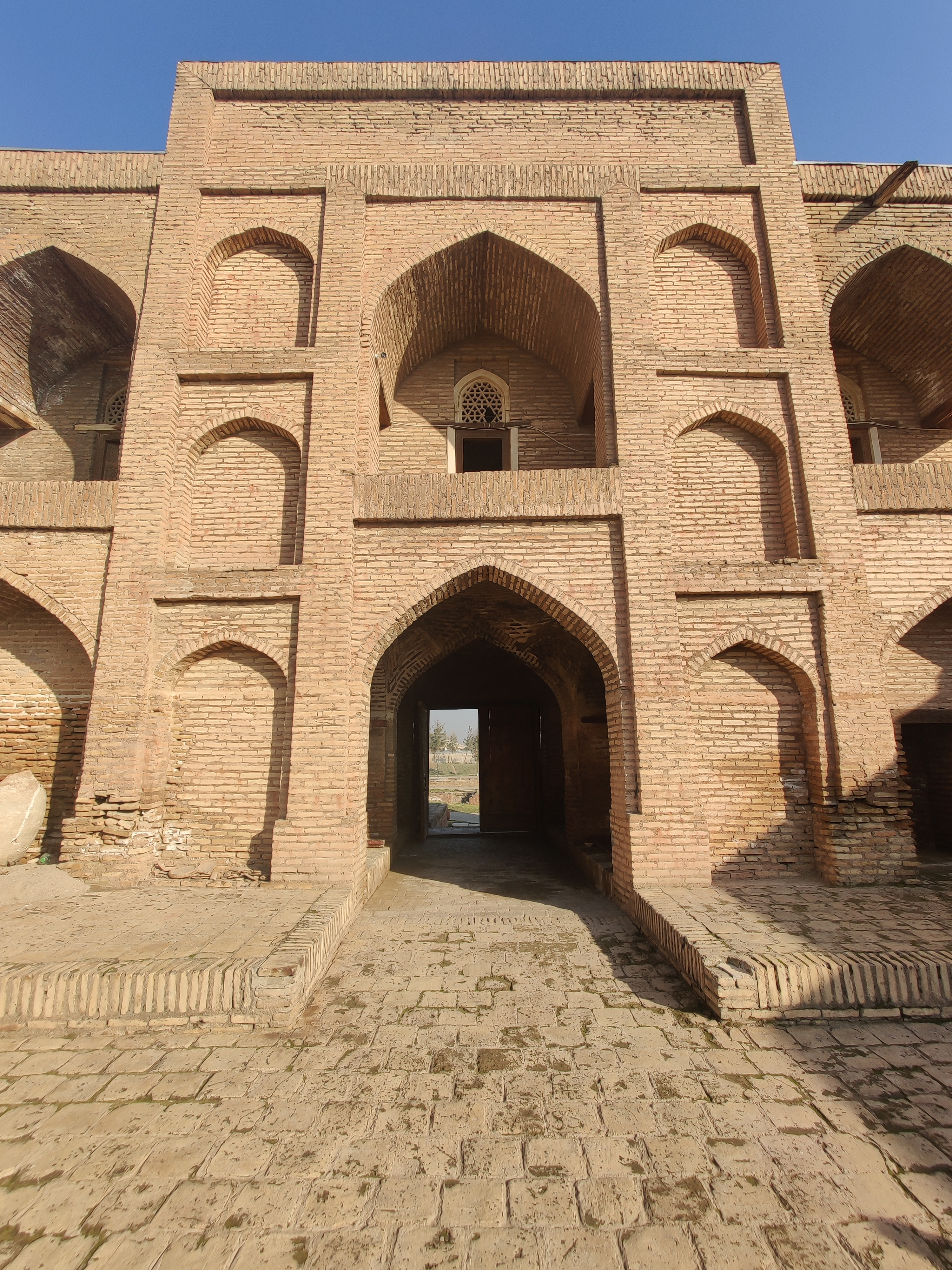
Новое медресе
Старое медресе (музей)
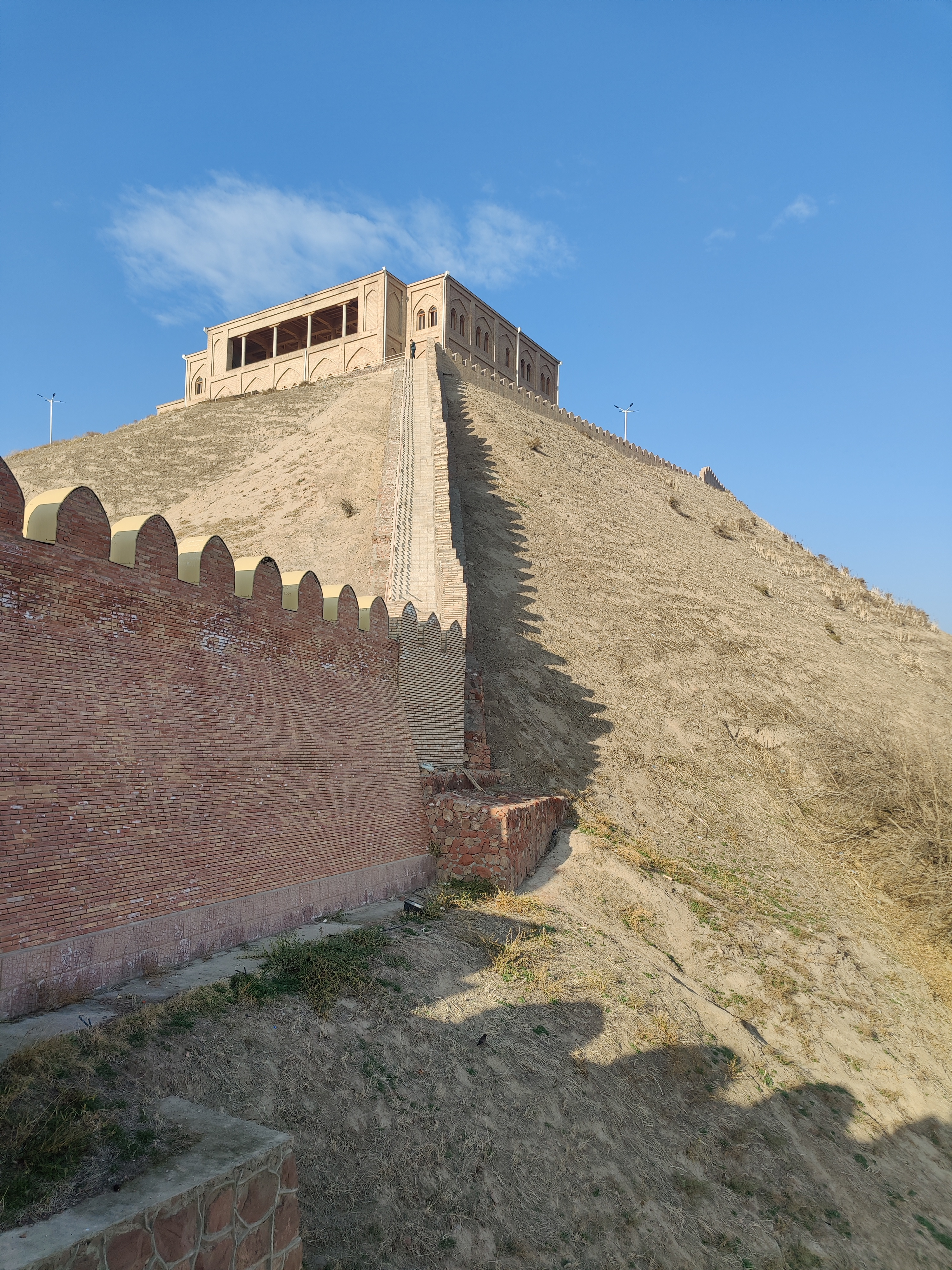
Резиденция губернаторов и крепостная стена
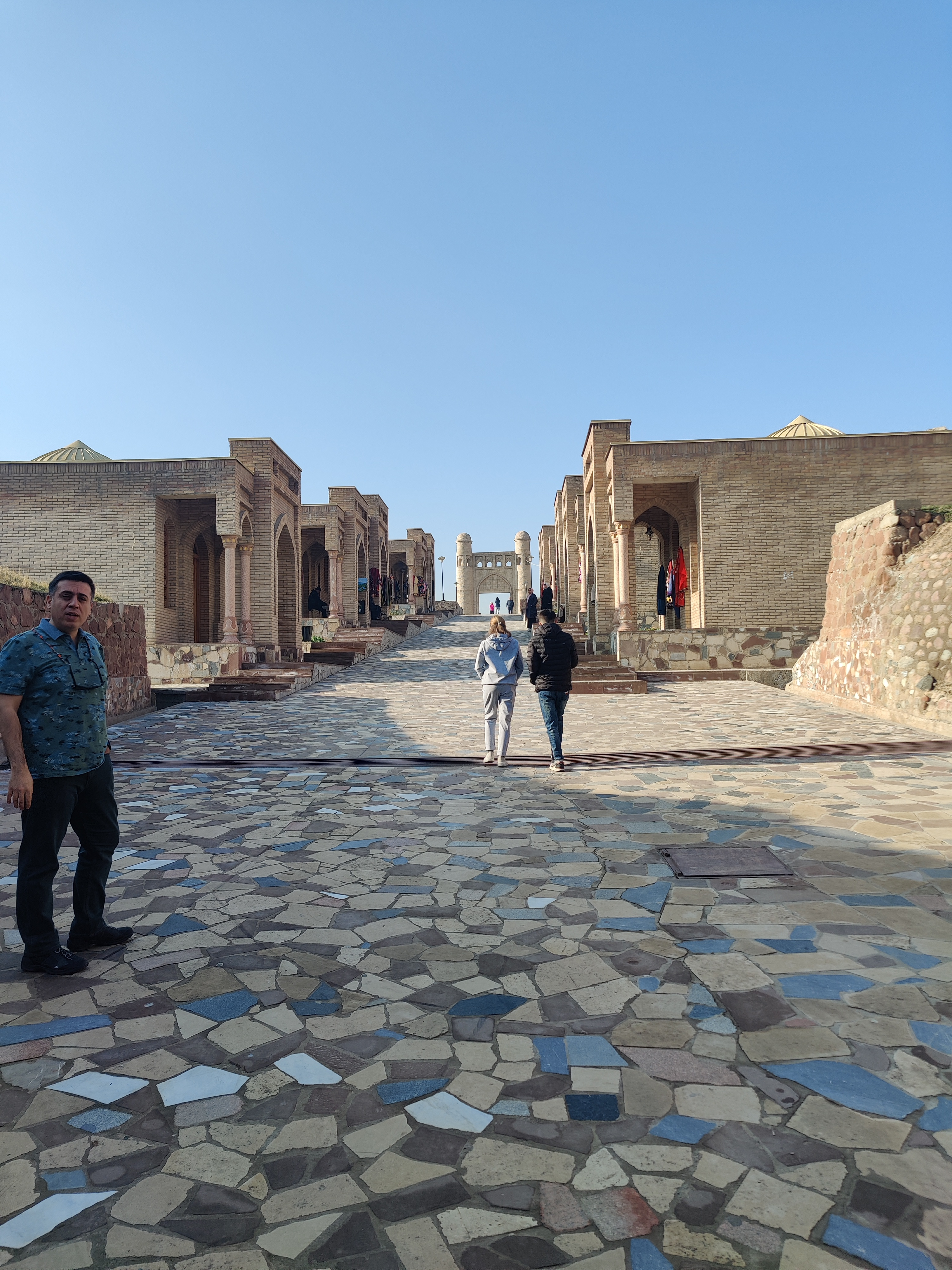
Верблюжий дом
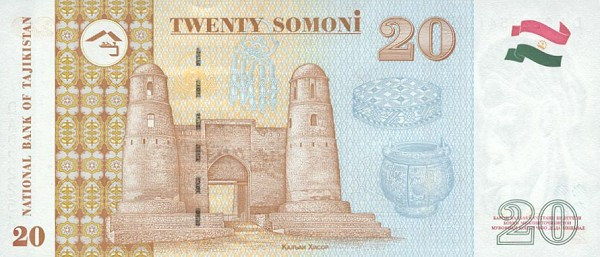
20 сомони